# OCEAN
Trong tâm lý học, OCEAN hay O.C.E.A.N. là mô hình tính cách con người, bao gồm năm đặc điểm lớn: tính mở (Openness), sự tận tâm (Conscientiousness), sự hướng ngoại (Extraversion), sự dễ chịu (Agreeableness), sự nhạy cảm (Neuroticism). Bên trong mỗi nhân tố tổng quát là một cụm những nhân tố cụ thể hơn có tương quan; chẳng hạn, hướng ngoại bao gồm những đặc tính liên quan như tính cộng đồng, quyết đoán, tìm kiếm hưng phấn, ấm áp, năng động và tích cực.
Mô hình OCEAN có thể giải thích những đặc điểm tính cách khác nhau mà không bị trùng lặp. Thực nghiệm cho thấy năm đặc điểm lớn thể hiện nhất quán trong phỏng vấn, tự mô tả và quan sát. Ngoài ra, cấu trúc năm nhân tố này có vẻ tồn tại ở nhiều lứa tuổi và văn hoá khác nhau.

## Năm nhân tố
Đây là bản tóm tắt năm nhân tố trong mô hình OCEAN:
- Mở đối với trải nghiệm (sáng tạo/tò mò so với nhất quán/thận trọng): Đề cao nghệ thuật, tình cảm, phiêu lưu, những ý tưởng khác thường, tính tò mò và những trải nghiệm đa dạng. Tính mở phản ánh sự tò mò trí tuệ, sáng tạo và ưa thích thứ mới. Nó cũng được mô tả là mức độ giàu tưởng tượng hoặc độc lập, và sự ưu tiên những hoạt động đa dạng hơn là lề thói.
- Sự tận tâm (hiệu quả/tổ chức so với dễ dãi/bất cẩn): Xu hướng có tổ chức và đang tin cậy, thể hiện kỷ luật cá nhân, hành động có trách nhiệm, hướng tới kết quả và ưu tiên hành vi có kế hoạch hơn là ngẫu hứng.
- Hướng ngoại (giao du/giàu năng lượng so với cô độc/dè dặt): Năng lượng, tình cảm tích cực, quyết đoán, quảng giao và xu hướng tìm kiếm sự động viên ở người xung quanh và thích nói.
- Dễ chịu (thân thiện/cảm thông so với phân tích/tách biệt): Xu hướng cảm thông và hợp tác thay vì nghi ngờ và đối đầu với người khác. Nó cũng được đo bằng bản chất tin tưởng và hay giúp đỡ và việc một người thường có tâm trạng tốt hay không.
- Nhạy cảm (nhạy cảm/lo lắng so với an toàn/tự tin). Xu hướng có những cảm xúc không dễ chịu như giận dữ, bất an, phiền muộn và dễ tổn thương. Sự nhạy cảm cũng chỉ mức độ ổn định và khả năng điều khiển cảm xúc, cũng được gọi là "độ ổn định cảm xúc".

Mô hình OCEAN được định nghĩa bởi một vài nhóm các nhà nghiên cứu độc lập. Họ bắt đầu bằng việc nghiên cứu những đặc điểm tính cách đã biết và phân tích nhân tố hàng trăm phép đo các đặc điểm trên (trong dữ liệu tự thuật, khảo sát, đánh giá chéo và đo đạc khách quan trong môi trường thí nghiệm) để tìm ra những nhân tố cơ sở của tính cách. Năm đặc điểm lớn là mô hình để hiểu mối quan hệ giữa tính cách và hành vi học tập.